# 近光灯

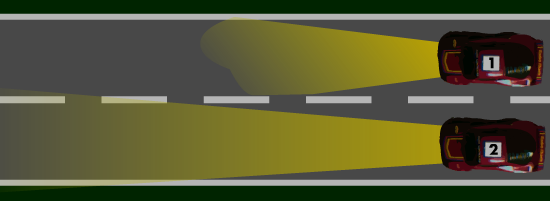
非对称近光灯和远光灯的照明范围

近光燈，是車輛照明的一部分，用來照射前方較近處地面，使用於夜間、雨天或隧道內駕駛。它的作用不僅是確保能見度，而且還能照亮道路。與遠光燈相比，它的亮度和幾何形狀使它不會讓迎面而來的車輛駕駛感到眩暈。近光灯的照明有效距离在30米-40米。

## 歷史

非对称近光灯的照明范围

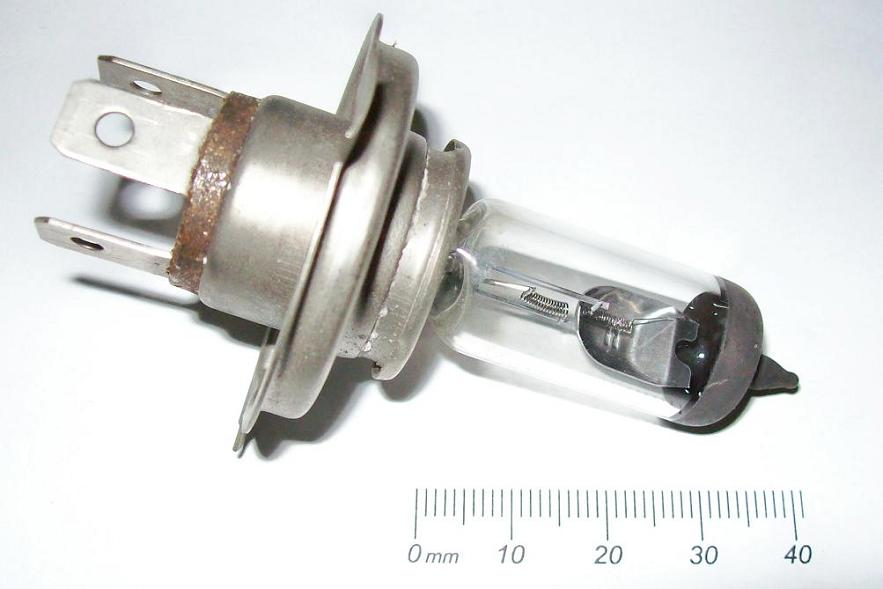
H4-灯泡卤素灯泡有两个灯丝，右侧带反射器的为近光灯丝，左侧为远光灯丝。

近光灯的ISO标识

1957年德国开始使用非对称近光灯，以減少對另向車輛駕駛的視覺干擾。1967年，雪鐵龍DS配備了近光燈的平移功能。
1968年，研究顯示30至50米的照明距離似乎太短，無法在夜間保護多數行人。同時，還考慮了根據車輛的負載來調整大燈高度的可能性。
1971年，第一個有兩支燈絲的滷素燈被生產出來：一支用於近光燈，另一支用於遠光燈。
2005年，BMW推出了自動切換近光燈的全光束輔助裝置。

## 法規
各國交通法規通常會規定近光燈使用時機，以《中华人民共和国道路交通安全法》為例，第四十八条规定在下列情况使用近光灯：
- 在没有中心隔离设施或者没有中心线的道路上，夜间会车应当在距相对方向来车150米以外改用近光灯
- 在窄路、窄桥与非机动车会车时应当使用近光灯
- 机动车在夜间没有路灯、照明不良或者遇有雾、雨、雪、沙尘、冰雹等低能见度情况下行驶时，同方向行驶的后车与前车近距离行驶时，应使用近光灯
- 机动车在夜间通过急弯、坡路、拱桥、人行横道或者没有交通信号灯控制的路口时，应当交替使用远近光灯示意
- 夜间在没有照明条件的道路行车,当车速低于每小时30公里时,可使用近光灯;当车速高于每小时30公里时,可使用远光灯
- 夜间车辆通过照明条件好的路段